# The Broker (film 1922)
The Broker è un cortometraggio muto del 1922. Non si conosce né il nome del regista né la durata del film.

## Produzione
Il film fu prodotto dalla Fox Film Corporation.

## Distribuzione
Distribuito dalla Fox Film Corporation, il film - un cortometraggio in due bobine - uscì nelle sale cinematografiche britanniche nel marzo 1922.